# 中村清彦

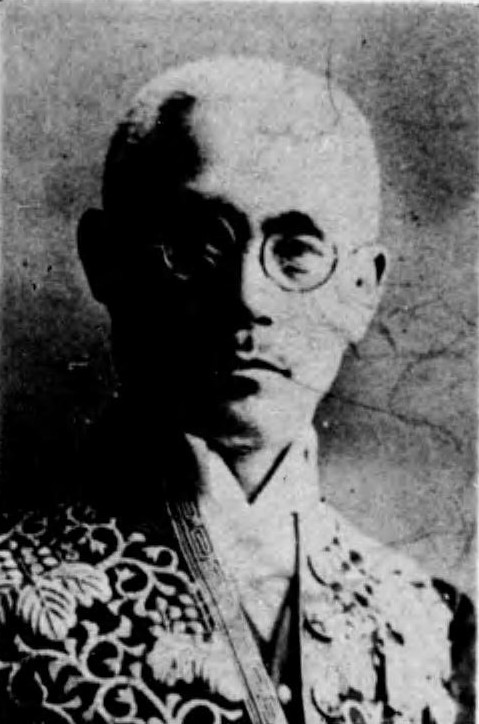
中村清彦

中村 清彦（なかむら きよひこ、元治元年8月7日（1864年9月7日） - 没年不詳）は、日本の農商務官僚。錦鶏間祗候。

## 経歴
三重県出身。1889年（明治22年）に東京帝国大学法科大学英法科を卒業。判事試補、判事を務める。1892年（明治25年）、農商務省に転じ、鉱山監督官、農商務参事官・製鉄所事務官、農商務書記官、福岡鉱山監督署長、大阪鉱山監督署長、東京鉱山監督署長、東京鉱務局長などを歴任した。
退官後は、東京帝国大学や秋田鉱山専門学校などで講師として鉱山法を講義した。1923年（大正12年）5月7日、錦鶏間祗候を仰せ付けられた。

## 栄典
位階
- 1923年（大正12年）2月10日 - 従三位[4]

勲章等
- 1940年（昭和15年）8月15日 - 紀元二千六百年祝典記念章[5]

## 著書
- 『日本鉱業法』（丸善、1927年）
- 『工場管理法精髄』（千倉書房、1937年）